# トルマン・オッペンハイマー・ヴォルコフ方程式
トルマン・オッペンハイマー・ヴォルコフ方程式（トルマン・オッペンハイマー・ヴォルコフほうていしき、英語: Tolman–Oppenheimer–Volkoff equation）は宇宙物理学において、一般相対性理論での静的重力平衡にある等方な球対称な物質の構造を決定する方程式である。方程式は次の形である。
{\displaystyle {\frac {dP(r)}{dr}}=-{\frac {G}{r^{2}}}\left[\rho (r)+{\frac {P(r)}{c^{2}}}\right]\left[M(r)+4\pi r^{3}{\frac {P(r)}{c^{2}}}\right]\left[1-{\frac {2GM(r)}{c^{2}r}}\right]^{-1}\ .}
ここでrは球面座標での変数である。そして、ρ(r0) と P(r0)はそれぞれr=r0の位置の密度と圧力である。M(r0)は距離が離れた観測者が重力場から感じる半径r=r0の中にある合計質量である。それはM(0)=0 と次の式を満たす。
{\displaystyle {\frac {dM(r)}{dr}}=4\pi \rho (r)r^{2}\ .}
この方程式は一般的に時間不変で球対称な計量のもとでアインシュタイン方程式を解くことで導かれる。トルマン・オッペンハイマー・ヴォルコフ方程式の解について、この計量は次の形をとる。
{\displaystyle ds^{2}=e^{\nu (r)}c^{2}dt^{2}-(1-2GM(r)/rc^{2})^{-1}dr^{2}-r^{2}(d\theta ^{2}+\mathrm {sin} ^{2}\theta d\phi ^{2})\ ,}
ここでν(r)は条件により決定される定数である。
{\displaystyle {\frac {d\nu (r)}{dr}}=-{\frac {2}{P(r)+\rho (r)c^{2}}}{\frac {dP(r)}{dr}}.}
状態方程式 F(ρ, P)=0 が与えられたとき、密度と圧力を関係付け、・オッペンハイマー・ヴォルコフ方程式は平衡にある等方な球対称な物質の構造を完全に決定する。もし1/c2の大きさの項を無視するとき、トルマン・オッペンハイマー・ヴォルコフ方程式は、ニュートンの静水圧方程式(hydrostatic equation)となり、平衡にある等方な球対称な物質で一般相対性理論の補正が重要でないときに用いられる。
もし真空中の球面境界である物質の模型で方程式が使われるとき、圧力が無い条件P(r)=0とeν(r)=1－2GM(r)/rc2が境界条件として課される。二番目の境界条件は真空の静的球対称場の方程式解は一意に次のシュヴァルツシルト計量であることから課される。
{\displaystyle ds^{2}=(1-2GM_{0}/rc^{2})c^{2}dt^{2}-(1-2GM_{0}/rc^{2})^{-1}dr^{2}-r^{2}(d\theta ^{2}+\mathrm {sin} ^{2}\theta d\phi ^{2})\ .}
ここでM0はもう一度説明すると遠くに離れた観測者が重力場から感じる質量の合計である。境界をr=rBとすると、M(r)の定義は次の式を要求する。
{\displaystyle M_{0}=M(r_{B})=\int _{0}^{r_{B}}4\pi \rho (r)r^{2}\,dr\ .}
物体の密度を体積について積分して計算する。これに対して、次の量を考える。
{\displaystyle M_{1}=\int _{0}^{r_{B}}{\frac {4\pi \rho (r)r^{2}}{\sqrt {1-2GM(r)/rc^{2}}}}\ ,dr.}
この二つの量の差は
{\displaystyle \delta M=\int _{0}^{r_{B}}4\pi \rho (r)r^{2}((1-2GM(r)/rc^{2})^{-1/2}-1)\,dr,}
この差は重力の束縛エネルギーをc2で割ったものとなる。

## 歴史

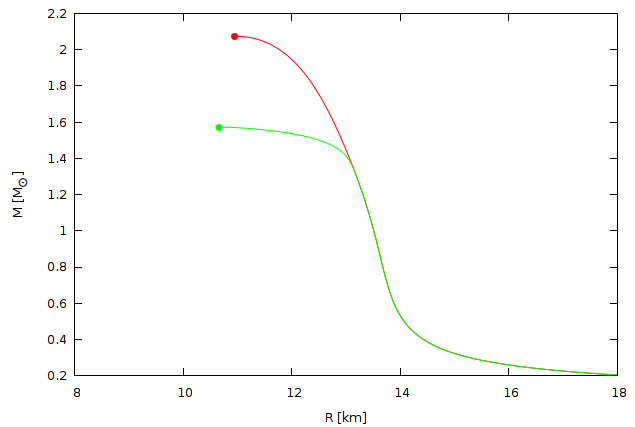
中性子星の状態方程式から質量と半径の関係を表した図。一つはK中間子の縮退を含む場合（緑線）で 、他方はK中間子の縮退が無い場合（赤線）である 。点はトルマン・オッペンハイマー・ヴォルコフ限界、言い換えると 回転をしていない場合での最大質量に対応する。 状態方程式は: 緑線: N.K. Glendenning and J. Schaffner-Bielich, Phys. Rev. C 60, 025803 (1999), 赤線: J. Zimanyi and S.A. Moszkowski, Phys. Rev. C 42, 1416 (1990)を用いた。

トルマンは1934年と1939年に球対称な計量を解析した。方程式の形は1939年にロバート・オッペンハイマーとヴォルコフにより"On Massive Neutron Cores"の論文で導かれた。この論文では中性子の縮退したフェルミガスの方程式を用いて、中性子星の重力質量上限がおよそ0.7太陽質量であると計算された。この状態方程式は現実的な中性子星のものではないことから不正確である。現代の推定では限界の範囲は1.5から3.0太陽質量である。

## 関連記事
- 静水圧方程式
- トルマン・オッペンハイマー・ヴォルコフ限界
- アインシュタインの場の方程式の解